# Super2 Series
Super2 Series – australijska kategoria wyścigów samochodów turystycznych, będąca niższym szczeblem głównej serii Supercars. Seria powstała w 2000 roku. Startujące w niej samochody są starszymi specyfikacjami tych startujących w głównej serii i są wystawiane przez mniejsze zespoły z mniejszymi budżetami. Wyścigi odbywają się w ramach wybranych rund głównej serii (średnio podczas połowy z nich).
Nazwa serii często jest zmieniana, promując tytułowego jej sponsora.

## Mistrzowie
| Rok  | Nazwa serii                       | Kierowca          | Samochód         | Zespół                                  |
| ---- | --------------------------------- | ----------------- | ---------------- | --------------------------------------- |
| 2000 | Konica V8 Lites Series            | Dean Canto        | Ford Falcon      | Dean Canto Racing                       |
| 2001 | Konica V8 Supercar Series         | Simon Wills       | Holden Commodore | Team Dynamik                            |
| 2002 | Konica V8 Supercar Series         | Paul Dumbrell     | Holden Commodore | Independent Race Cars Australia         |
| 2003 | Konica V8 Supercar Series         | Mark Winterbottom | Ford Falcon      | Stone Brothers Racing                   |
| 2004 | Konica Minolta V8 Supercar Series | Andrew Jones      | Ford Falcon      | Brad Jones Racing                       |
| 2005 | HPDC V8 Supercar Series           | Dean Canto        | Ford Falcon      | Dick Johnson Racing                     |
| 2006 | Fujitsu V8 Supercar Series        | Adam Macrow       | Ford Falcon      | Howard Racing                           |
| 2007 | Fujitsu V8 Supercar Series        | Tony D’Alberto    | Holden Commodore | Tony D’Alberto Racing                   |
| 2008 | Fujitsu V8 Supercar Series        | Steve Owen        | Holden Commodore | Scott Loadsman Racing                   |
| 2009 | Fujitsu V8 Supercar Series        | Jonathon Webb     | Ford Falcon      | MW Motorsport                           |
| 2010 | Fujitsu V8 Supercar Series        | Steve Owen        | Holden Commodore | Greg Murphy Racing                      |
| 2011 | Fujitsu V8 Supercar Series        | Andrew Thompson   | Holden Commodore | Triple Eight Race Engineering           |
| 2012 | Dunlop V8 Supercar Series         | Scott McLaughlin  | Ford Falcon      | Stone Brothers Racing Matt Stone Racing |
| 2013 | Dunlop V8 Supercar Series         | Dale Wood         | Ford Falcon      | MW Motorsport                           |
| 2014 | Dunlop V8 Supercar Series         | Paul Dumbrell     | Holden Commodore | Eggleston Motorsport                    |
| 2015 | V8 Supercar Dunlop Series         | Cameron Waters    | Ford Falcon      | Prodrive Racing Australia               |
| 2016 | Supercars Dunlop Series           | Garry Jacobson    | Ford Falcon      | Prodrive Racing Australia               |
| 2017 | Dunlop Super2 Series              | Todd Hazelwood    | Holden Commodore | Matt Stone Racing                       |
| 2018 | Dunlop Super2 Series              | Chris Pither      | Holden Commodore | Garry Rogers Motorsport                 |
| 2019 | Dunlop Super2 Series              | Bryce Fullwood    | Nissan Altima    | MW Motorsport                           |
| 2020 | Dunlop Super2 Series              | Thomas Randle     | Nissan Altima    | MW Motorsport                           |
| 2021 | Dunlop Super2 Series              | Broc Feeney       | Holden Commodore | Triple Eight Race Engineering           |
| 2022 | Dunlop Super2 Series              | Declan Fraser     | Holden Commodore | Triple Eight Race Engineering           |
| 2023 | Dunlop Super2 Series              | Kai Allen         | Holden Commodore | Eggleston Motorsport                    |
| 2024 | Dunlop Super2 Series              | Zach Bates        | Holden Commodore | Walkinshaw Andretti United              |